# Campiglossa lyncea
Campiglossa lyncea är en tvåvingeart som först beskrevs av Mario Bezzi 1913.  Campiglossa lyncea ingår i släktet Campiglossa och familjen borrflugor. Inga underarter finns listade.